# Chiesa di Santa Vittoria (Carsoli)
La chiesa di Santa Vittoria è la parrocchiale di Carsoli, in provincia dell'Aquila e diocesi di Avezzano; fa parte della forania di Carsoli.

## Storia
Fu fondata da Carlo II d'Angiò all'inizio del XIV secolo.
Anticamente era a croce greca ma ora è stata trasformata a croce latina.
Anche la torre campanaria fu ingrandita e sopraelevata.
Il pulpito è stato realizzato da Gervasi di Collo.
Nel 1902 è stata dichiarata monumento nazionale.

## Struttura ed aspetto
La facciata è in stile rinascimentale.
L'interno consta di otto cappelle più un altare maggiore.
La chiesa consta di 3 confraternite laiche:
- una del Suffragio
- una di San Sebastiano
- ed una del SS. Sacramento.